# أنديرا سكوت
أنديرا سكوت (بالإنجليزية: Indira Scott) هي عارضة أمريكية، ولدت في 22 مايو 1997 في جامايكا ‏ في الولايات المتحدة.